# Велика Болгарія (політика)

Болгарія за часів Симеона Великого (893-927)

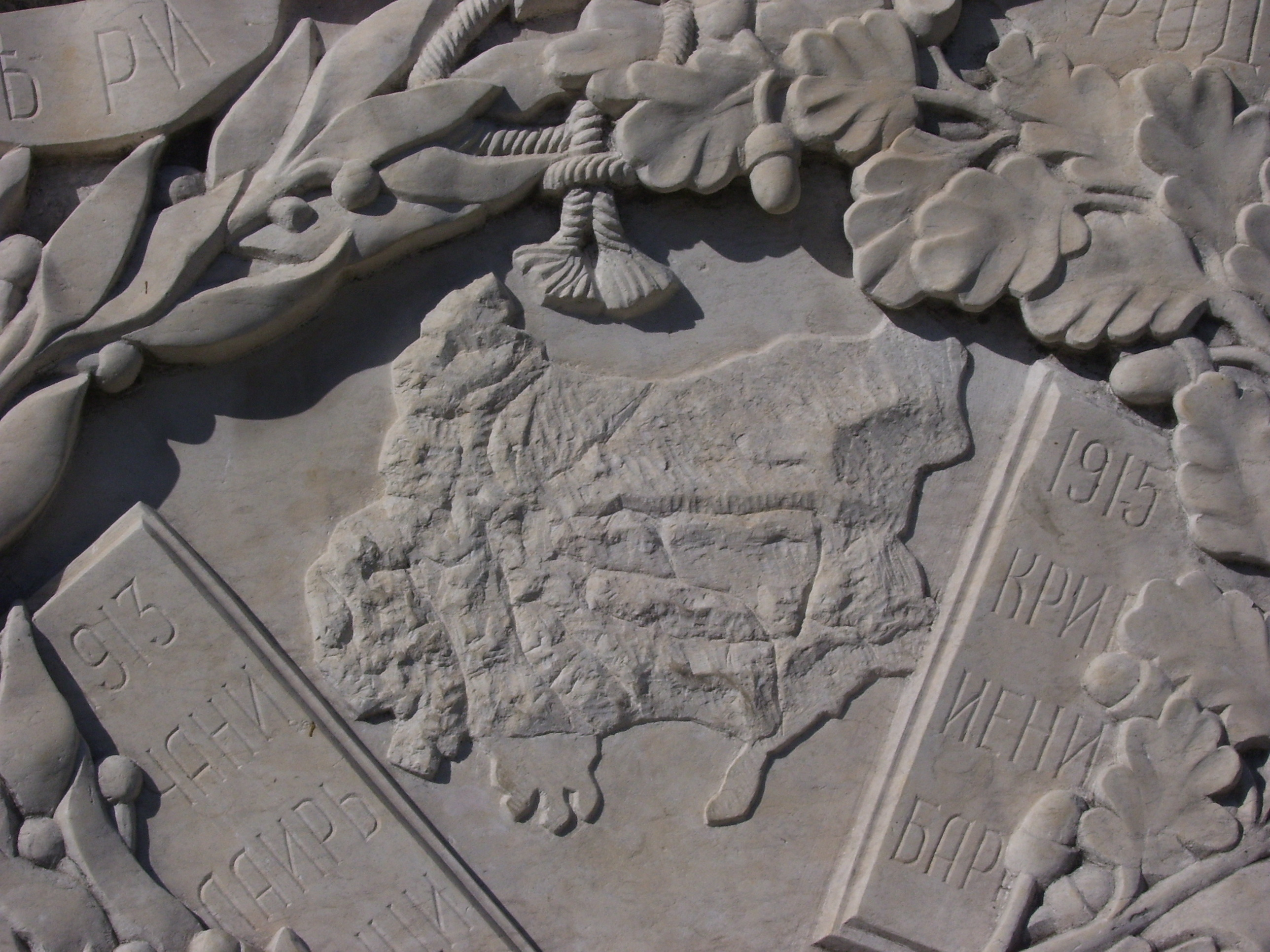
Карта великої Болгарії на солданській могилі в центрі міста Кюстенділ

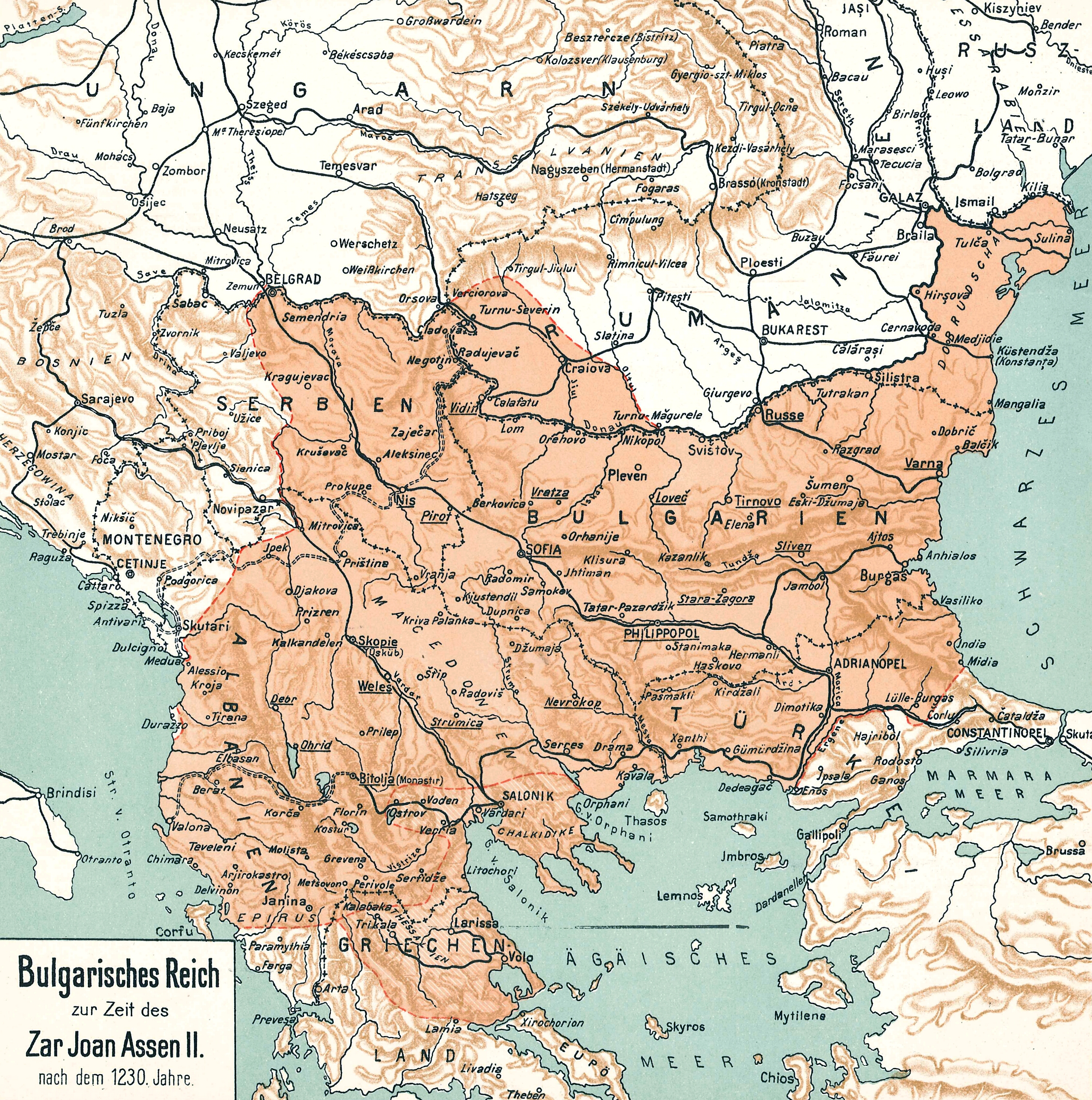
Територія Болгарії в період правління Івана Асена II

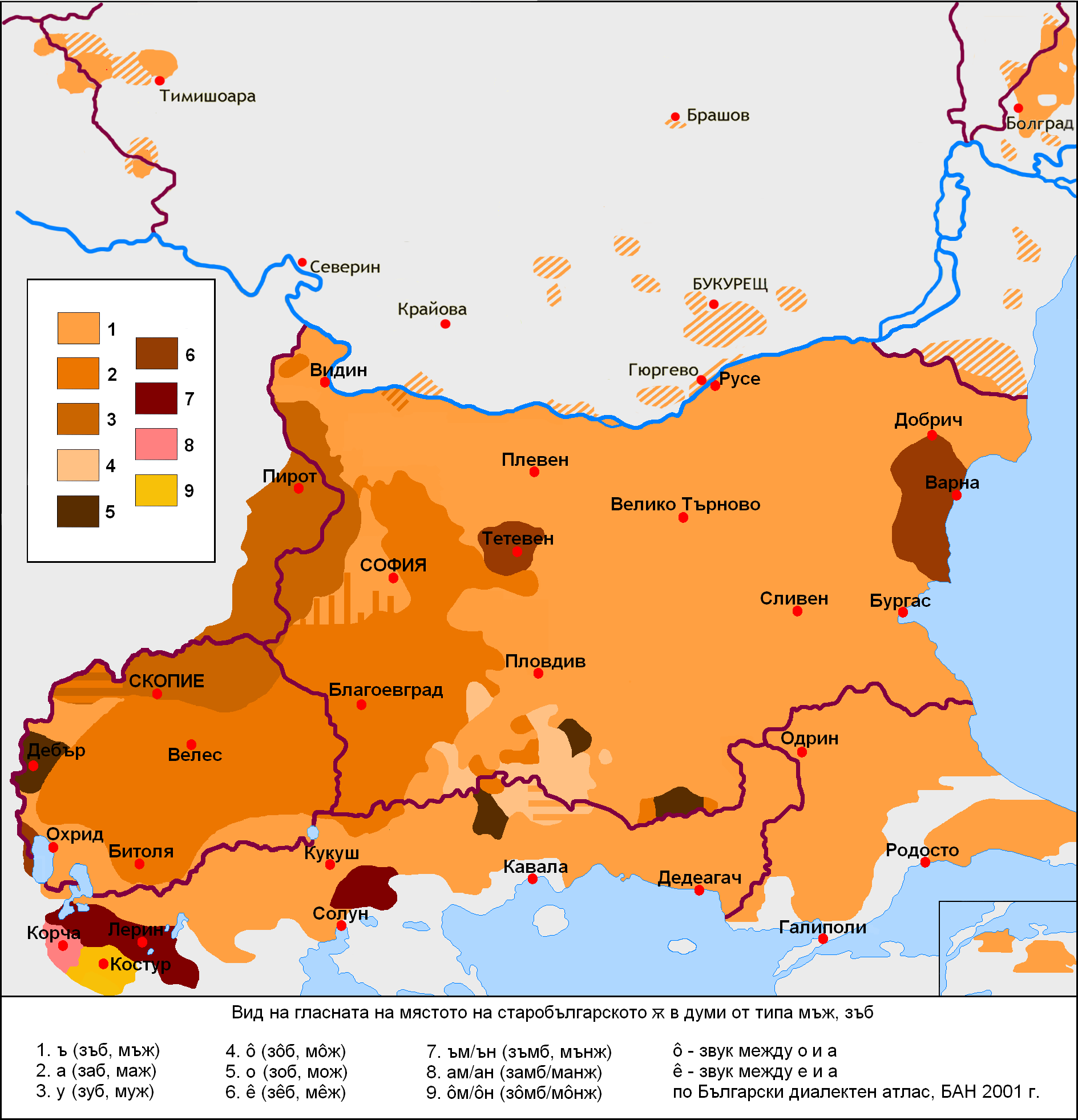
Поширення болгарських діалектів

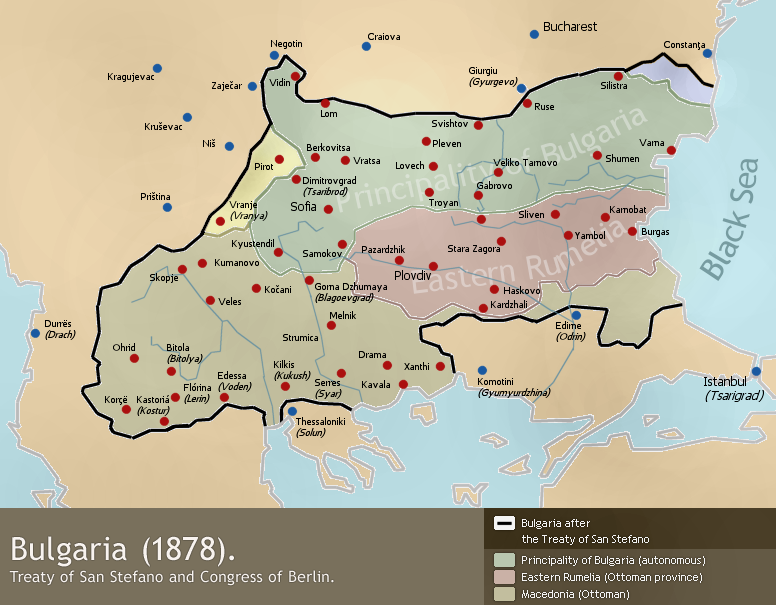
Межі Болгарії за Сан-Стефанською угодою

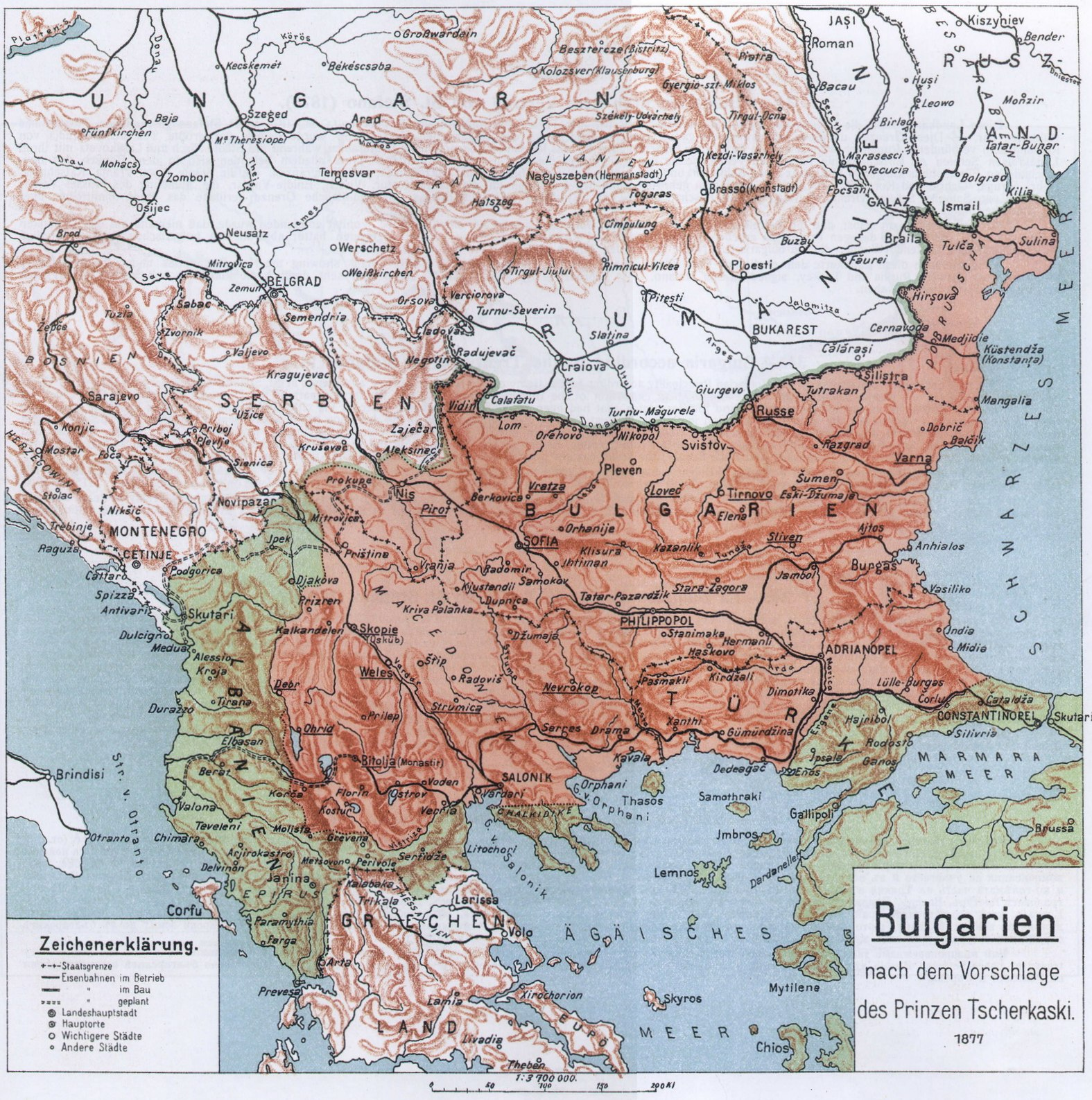
Мапа Болгарії за проєктом князя Володимира Черкаського, 1877

Велика Болгарія (болг. Велика България) — болгарська політична концепція, що з'явилася після Берлінського трактату 1878, згідно з якою землі, населені болгарами, повинні бути об'єднані в складі болгарської національної держави. Пов'язана з історією Болгарії (Перше болгарське царство та Друге болгарське царство) (681-1394). Включаються сучасна Болгарія, Вардарська Македонія, Егейська Македонія, Західна Фракія, Східна Фракія, Добруджа, Тимощина, Південна Морава, Західна болгарська околиця.

## Історія
Іредентизм та націоналізм отримав популярність у Болгарії після російсько-турецької війни 1877-1878 і підписання Сан-Стефанського мирного договору. Створення Болгарії спонукало болгарських націоналістів говорити про існування в реальних кордонів Болгарії, врозріз з рішенням Берлінського конгресу частину територій довелося повернути Османській імперії.
6 вересня 1885 всупереч амбіціям Росії Болгарія та автономна османська провінція Східна Румелія оголосили про своє об'єднання в місті Пловдив. Австро-Угорщина особливо хвилювалася з цього приводу, оскільки посилення Болгарії загрожувало австрійському впливу на Балканах. Австро-Угорщина підбурювала Сербію розпочати війну з іще незміцнілою Болгарією, обіцяючи Сербії територіальні набутки в Західних Балканах. Офіційно війна почалася, коли Милан Обренович оголосив війну Болгарії 14 листопада 1885. Сербія сподівалася, що у війну на її боці вступить Османська імперія. Але Османська імперія не захотіла втручатися в цей конфлікт, не в останню чергу через дипломатичний тиск на неї з боку Росії. Після сербсько-болгарської війни, в якій Болгарія здобула перемогу, було визнано об'єднання Болгарії. Підсумком війни стало визнання європейськими державами акта об'єднання Болгарії. 
На початку XX століття між Королівством Сербією, Грецьким королівством, Османською імперію та Болгарським царством розгорається боротьба за Македонію. У ході Першої, Другої балканських воєн Македонія була розділена між Королівством Сербія та Грецьким королівством. Також після поразки у Другій Балканській війні Болгарія втратила Південну Добруджу, яку захопила Румунія, і ряд територій у Фракії.
У ході Першої світової війни, Болгарське царство виступила на боці Німецької імперії та спочатку змогла повернути всі втрачені території. Османська імперія добровільно передала Болгарському царству територію у Фракії. Південна Добруджа перейшла до складу Болгарського царства за Бухарестським мирним договором 1918 року, Македонія була окупована болгарськими військами під час сербської кампанії. Однак, програвши у Першій світовій війні, Болгарія була змушена повернути всі зайняті території.

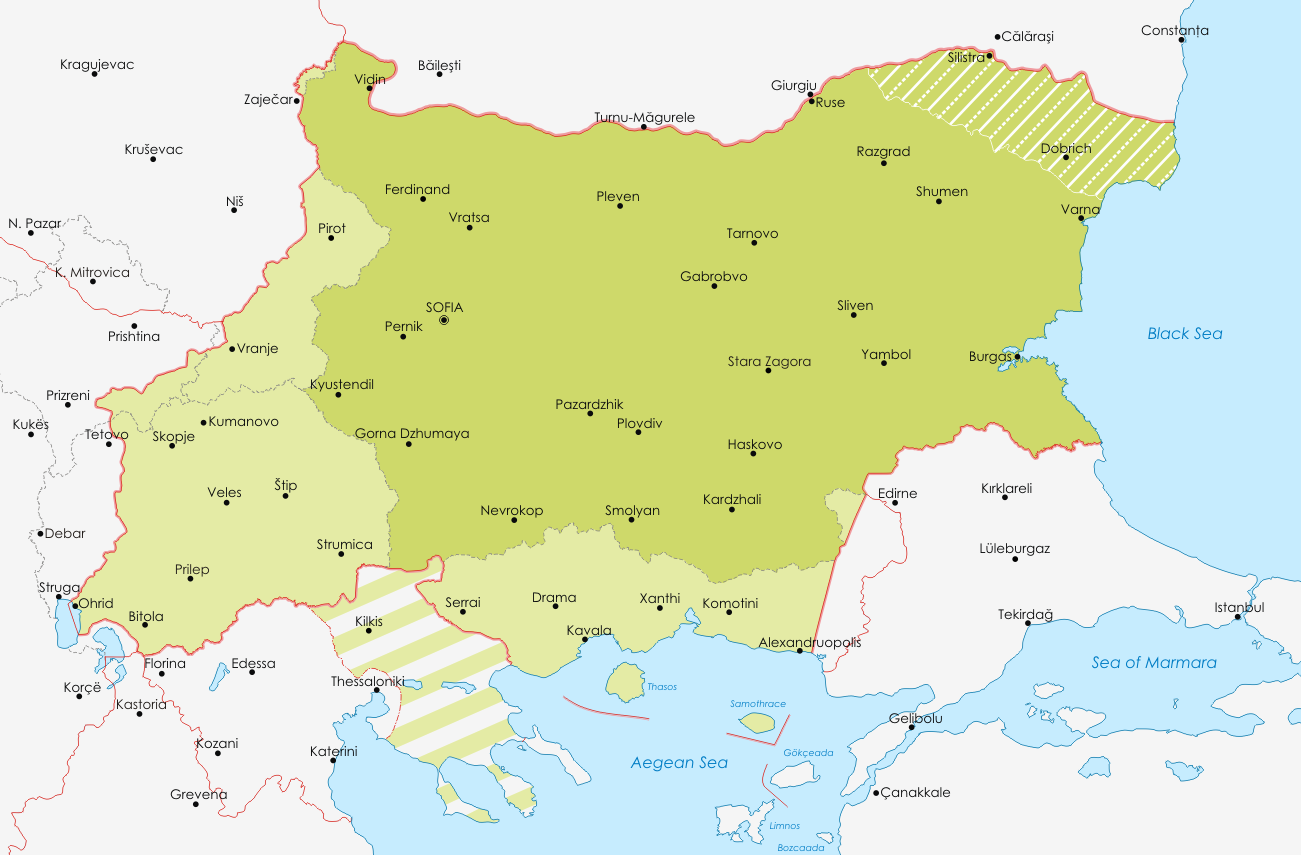
Болгарія під час Другої світової війни

Перед Другою світовою війною Болгарське царство за Крайовський договором повернуло Південну Добруджу. У ході Другої світової війни була створена Велика Болгарія, до складу якої були включені території Югославського, Грецького та Румунського королівств. Ці територіальні набутки були зроблені за допомогою нацистської Німеччини, оскільки Болгарське царство було союзником країн Осі. Після Другої світової війни всі захоплені території (крім Південної Добруджі) були відібрані у Болгарського царства.
У цей час не було скільки-небудь значних передумов для повернення територій сусідніх держав (Македонія (область), Східна Македонія та Фракія) до складу Болгарії. Також керівна верхівка Болгарії не пред'являє будь-яких територіальних претензій до сусідів. Болгарське суспільство сподівається, що членство в Європейському союзі дасть можливість етнічним болгарам поза державними кордонами Болгарії налагодити культурні зв'язки з батьківщиною.
Вже кількасот тисяч громадян сусідніх Болгарії держав подали документи на болгарське громадянство.